# Charles Tardieu de Saint Aubanet
Le baron Charles Tardieu de Saint Aubanet, né le 26 avril 1827 à Paris et mort le 23 juillet 1902 à Paris 8e, fut un agent de renseignements français mêlé à diverses affaires délicates.

## Biographie
Charles Tardieu de Saint Aubanet entre à l'École navale et démissionne comme lieutenant de vaisseau en 1858. Ses campagnes, qui l'avaient mené au Moyen-Orient, où son bateau naufragea, et au Maroc, lui valurent l'admission dans l'Ordre national de la Légion d'honneur. En 1869, il est nommé chef de bataillon dans la Garde nationale mobile et en 1870, il participa à la défense de Paris. Maire de Coullemelle de 1860 à 1876, où il a son domicile, il est démis de ses fonctions de maire en 1876 car, bonapartiste, il a célébré en Angleterre la majorité du prince impérial.
C'est un agent du ministère des Affaires étrangères après avoir été celui du préfet de police Henri Lozé. Il est un nationaliste et un antidreyfusard actif. Néanmoins, il renseigne exactement Maurice Paléologue sur la personnalité du commandant Esterhazy.
Par ailleurs, il joue un rôle dans une affaire d'espionnage d'agent double avec l'ambassade d'Angleterre à Paris.
D'après Paléologue c'était : « un type des plus originaux... alerte et pimpant, de mise très soignée, la boutonnière toujours fleurie, ayant beaucoup aimé les femmes et sachant leur plaire encore, passionné de furetage, d'intrigue et d'aventure ».
Il avait rempli des missions dans les milieux de la noblesse romaine.